# Zick Zack
Zick Zack è un singolo del gruppo musicale tedesco Rammstein, pubblicato il 7 aprile 2022 come secondo estratto dall'ottavo album in studio Zeit.

## Descrizione
Quinta traccia del disco, il brano rappresenta una critica verso la tendenza compulsiva dell'individuo verso l'auto-ottimizzazione, talvolta volte mediante un'alterazione radicale del proprio aspetto fisico attraverso l'uso del bisturi.
Il singolo è stato reso disponibile inizialmente per il solo download digitale, venendo distribuito in edizione fisica il 13 aprile successivo; in particolar modo l'edizione CD è stata commercializzata sotto forma di rivista giovanile contenente vari poster e adesivi.

## Video musicale
Il video, diretto da Joern Heitmann, mostra il gruppo esibirsi di fronte a un pubblico di signore di mezza età, mostrandosi con i volti pesantemente ritoccati sulla falsariga di quanto descritto nel testo del brano, ovvero come si fossero sottoposti effettivamente a svariati interventi di chirurgia plastica facciale.

## Tracce
Testi e musiche dei Rammstein.
CD, 7"
1. Zick Zack – 4:04
2. Zick Zack (RMX by Boys Noize) – 4:00

Download digitale
1. Zick Zack – 4:04
2. Zick Zack (RMX by Boys Noize) – 4:00
3. Zick Zack (RMX by Boys Noize - Instrumental) – 4:29

## Formazione
Gruppo
- Christoph Doom Schneider – batteria
- Oliver Riedel – basso
- Doktor Christian Lorenz – tastiera
- Paul Landers – chitarra
- Richard Z. Kruspe – chitarra
- Till Lindemann – voce

Produzione
- Olsen Involtini – produzione, registrazione, missaggio
- Rammstein – produzione
- Florian Ammon – montaggio Pro Tools e Logic, ingegneria del suono, produzione aggiuntiva
- Daniel Cayotte – assistenza tecnica
- Sky Van Hoff – registrazione, montaggio e produzione aggiuntiva parti di chitarra
- Jens Dressen – mastering

## Classifiche

### Classifiche settimanali
| Classifica (2022)          | Posizione massima |
| -------------------------- | ----------------- |
| Austria                    | 8                 |
| Finlandia                  | 20                |
| Germania                   | 1                 |
| Regno Unito (rock & metal) | 27                |
| Repubblica Ceca            | 41                |
| Slovacchia                 | 97                |
| Stati Uniti (hard rock)    | 11                |
| Svezia                     | 76                |
| Svizzera                   | 11                |
| Ungheria (download)        | 13                |

### Classifiche di fine anno
| Classifica (2022) | Posizione |
| ----------------- | --------- |
| Germania          | 84        |